# Microrregión de Itajaí
La microrregión de Itajaí es una de las microrregiones del estado brasileño de Santa Catarina perteneciente a la mesorregión Valle del Itajaí. Su población recenseada en 2010 por el IBGE fue de 571.027 habitantes y está dividida en doce municipios. Posee un área total de 1.452,289 km².

## Municipios
- Balneário Camboriú
- Balneário Piçarras
- Barra Velha
- Bombinhas
- Camboriú
- Ilhota
- Itajaí
- Itapema
- Navegantes
- Penha
- Porto Belo
- São João do Itaperiú

- Datos: Q2598179